# ديفيد جونز (طبيب)
ديفيد جونز (بالإنجليزية: David Jones)‏ هو طبيب أمريكي، ولد في 29 أكتوبر 1883 في جونستاون في الولايات المتحدة، وتوفي في 28 يوليو 1966.